# Spartiati
Gli Spartiati (in greco antico: Σπαρτιᾶται?, Spartiátai) o Hómoioi (in greco antico: Ὅμοιοι?, Uguali) erano i diretti discendenti dei dori e cittadini di diritto, i quali governavano la città prendendo parte all'apèlla. Fin da giovani gli Spartiati venivano addestrati alla battaglia tramite l'agoghé e sottoposti a sfide estenuanti per addestrarli al loro mestiere di guerrieri senza paura. In battaglia avevano la fama di essere i migliori soldati dell'antica Grecia: la forza dei suoi opliti permise a Sparta di ottenere l'egemonia in Grecia per gran parte del  periodo classico. Altre città-stato erano riluttanti ad attaccare Sparta, anche se essa poteva contare su appena 8000 Spartiati durante l'apice della sua posizione dominante, tale era la reputazione dei suoi soldati.

## Struttura della società spartana
La società spartana nel periodo classico era rigidamente divisa in caste diverse, ognuna con compiti e privilegi assegnati. La più piccola di queste, con la maggior parte del potere e la libertà, era l'élite spartiata. Essi erano esenti dal lavoro manuale, e controllavano il governo dello Stato. Dagli Spartiati ci si aspettava che si preparassero costantemente al conflitto militare. Sotto gli Spartiati c'erano i perieci, letteralmente "abitanti in giro", abitanti di città periferiche che effettuavano la maggior parte del commercio nella città, dal momento che agli Spartiati era vietato esercitare un'attività commerciale. Proseguendo lungo la scala c'erano gli iloti, popolazioni schiavizzate legate alla terra e sulle quali lo Stato spartano rivendicava la proprietà. Alla fine del V secolo a.C. emerse una nuova classe, i neodamodi ("nuovi abitanti"): sembra che fosse composta da iloti liberati. Inoltre, c'erano gli hypomeiones (inferiori), uomini che erano probabilmente Spartiati che avevano perso il rango sociale.

## Origini del sistema spartano
Secondo i classici resoconti, la costituzione spartana era il prodotto di un grande legislatore, Licurgo. Si dice che sia stata scritta nel tardo periodo arcaico, molto probabilmente nel decennio del 770 a.C., è però impossibile determinare se Licurgo fosse una figura storica reale. È chiaro, tuttavia, che a un certo punto in età arcaica il modello di società spartana venne modificato da un sistema monarchico a un'aristocrazia della classe dei guerrieri d'élite. Questo cambiamento è probabile che sia stato in qualche modo collegato al passaggio dal Medioevo ellenico, in cui i nobili erano la forza dominante, alla guerra degli opliti del periodo classico. Intorno al tempo di questo cambiamento di sistema, Sparta intraprese la conquista del vicino stato di Messenia. Questa acquisizione di un grosso pezzo di territorio e una grande popolazione conquistata sembra avere sia fornito la base per il sistema di schiavitù e resa necessaria l'esistenza di una grande forza militare per mantenere i Messeni, potenzialmente ribelli, sotto il loro controllo. Gli Spartiati divennero così una classe dirigente inserita permanentemente, che viveva del frutto del lavoro degli iloti e preveniva la ribellione attraverso una costante vigilanza.

## Stile di vita delle classi spartane
Durante il VI e V secolo a.C., il sistema spartano era al suo apice. Nel 555 a.C., Sparta sconfisse Tegea e la costrinse a diventare sua alleata. Intorno al 544 a.C., Sparta sconfisse Argo, affermandosi come il potere preponderante nel Peloponneso. Per oltre 150 anni, Sparta divenne la potenza terrestre predominante della Grecia, con gli opliti Spartiati come nucleo del suo esercito.
Per mantenere il sistema sociale della città, era necessario avere una forza pronta a opporsi a qualsiasi sollevazione degli iloti (un evento che si verificò più volte nel periodo classico). Al fine di garantire la loro preparazione militare, i giovani Spartiati, venivano iscritti all'addestramento militare (agoghé) a partire dall'età di sette anni e fino a quella di trenta (l'età della piena cittadinanza). Da quella età fino a quando diventavano troppo vecchi per combattere, vivevano nelle loro caserme, visitando le loro famiglie (e più tardi, le loro mogli) solo quando potevano lasciarle. Le donne Spartiate, comunque, dovevano rimanere atleticamente in forma, dato che gli Spartani credevano che i genitori forti e sani avrebbero prodotto bambini forti e sani. Gli Spartiati erano tenuti ad aderire ad un ideale di valor militare, esemplificato dalle poesie di Tirteo, che elogiò gli uomini caduti in battaglia e gettò disprezzo su coloro che erano fuggiti.
Ad ogni uomo Spartiate veniva assegnato un appezzamento di terreno, con gli iloti necessari per lavorarlo. Questa era la fonte del suo reddito, dal momento che non era autorizzato a lavorare o a gestire un commercio. L'utilizzo principale di questo reddito è stato quello di pagare le quote dei sissizi, i banchetti comuni ai quali tutti gli Spartiati dovevano partecipare. Qualsiasi Spartiate che non era in grado di pagare questi contributi veniva retrocesso alla classe inferiore.
Politicamente, gli Spartiati componevano l'esercito, l'organismo che eleggeva gli Efori, i più potenti magistrati di Sparta dopo i re. Gli Spartiati erano anche la fonte della Krypteia, una sorta di polizia segreta che, attraverso misure quali l'assassinio e il rapimento, cercava di evitare la ribellione tra gli iloti.

## Declino
Tra la fine V e l'inizio del IV secolo a.C., la classe Spartiate andò gradualmente scemando, insieme al valore militare degli spartani. Ci sono diverse ragioni per questo declino. Prima di tutto c'era l'attrito per le guerre sempre più frequenti in cui si trovava coinvolta Sparta dalla metà del V secolo a.C. Poiché gli Spartiati erano tenuti a sposarsi in ritardo, i tassi di natalità erano bassi, ed era difficile sostituire le perdite della classe. Ad esacerbare questo problema, è possibile che si fosse abbassato lo status di Spartiate per una serie di motivi: la codardia in battaglia era comune, così come l'incapacità di pagare l'adesione ai sissizi. L'incapacità di pagare divenne un problema sempre più grave e l'attività commerciale iniziò a svilupparsi a Sparta, dal momento che alcuni Spartiati avrebbero venduto la terra da cui avrebbero dovuto ricavare i loro guadagni. Dal momento che la costituzione non comprendeva disposizioni per la promozione allo status di Spartiate, il numero di essi andò gradualmente diminuendo nel periodo classico.
Entro la metà del IV secolo a.C., il numero di Spartiati era gravemente ridotto, anche se Sparta continuava a dominare su gran parte della Grecia. Infine, alla battaglia di Leuttra (371 a.C.), un esercito tebano sconfisse una forza spartana, sconfiggendo 400 Spartiati e scombinando il potere militare spartano. Nel 370 a.C., la Messenia venne liberata da un esercito di Tebe, distruggendo le basi del sistema sociale spartano. Lo stato spartano non recuperò mai più il suo antico potere, e l'esercito spartano, dal tardi III secolo a.C., non fu particolarmente superiore agli altri eserciti opliti della Grecia.